# ウィリアム・アップルガース
ウィリアム・アップルガース (William Reuben "Willie" Applegarth、1890年5月11日- 1958年12月12日)は、イギリスの陸上競技選手。1912年ストックホルムオリンピックの金メダリスト。第一次世界大戦をはさんだ時代に活躍。当時のヨーロッパを代表するスプリンターであった。

## 経歴
1912年ストックホルムオリンピックでは、100mは準決勝で敗退したものの、200mでは銅メダルを獲得。さらに4×100mリレーではイギリスチームのアンカーを務めた。この種目では、優勝候補のアメリカが準決勝でバトンパスを失敗し失格。さらにもう一つの優勝候補であったドイツも決勝でアメリカと同様なミスを犯し、幸運にも金メダルを獲得した。
アップルガースは、国内では英国AAA選手権において、1913年1914年の100ヤードを連覇、1912年から1914年まで220ヤード3連覇を果たす。さらに、1914年には、100mで10秒6の世界タイ記録。200mでは21秒2の世界新記録を樹立している。
1915にアップルガースはプロに転向。同年にアメリカに移民する。アメリカではペンシルベニア州のボーディングスクールで陸上とサッカーのコーチに従事。また、アメリカンサッカーリーグのブルックリンで選手としても活躍した。
1958年に68歳で死去。彼が持っていた100ヤード9秒8のイギリス記録は彼がこの世を去った年まで破られなかった。